# Кво вадис (филм из 2001)
Кво вадис (Quo Vadis) пољски је историјски филм из 2001. у режији Јежија Кавалеровича. Сценарио је заснован на истоименом роману пољског књижевника и нобеловца Хенрика Сјенкјевича. У средишту заплета је љубавна прича између римског војсковође Марка Виниција и хришћанке Лигије, смештена у античком Риму за време владавине императора Нерона.
Пољаци су одлучили да екранизују свој познати класик националне књижевности, након великог успеха филма „Огњем и мачем” из 1999, који представља адаптацију другог познатог Сјенкјевичевог романа. Са буџетом од 76 140 000 злота, „Кво вадис” је био најскупљи филм у историји пољске кинематографије. Претпремијера је одржана у Ватикану пред тадашњим папом Јованом Павлом II. На основу снимљеног материјала, следеће године је на пољској телевизији приказана и минисерија из 6 епизода.
Сјенкјевичев роман је, и пре ове пољске продукције, већ био екранизован више пута. Најпознатије претходне адаптације укључују италијански неми филм из 1924, затим холивудску адаптацију са Робертом Тејлором и Дебором Кер у главним улогама, као и истоимену мини-серију на италијанском језику из 1976.

## Улоге
| Глумац            | Улога              |
| ----------------- | ------------------ |
| Павел Делонг      | Марко Виниције     |
| Магдалена Мјелцаж | Лигија             |
| Богуслав Линда    | Петроније          |
| Михал Бајор       | Нерон              |
| Данута Стенка     | Помпонија          |
| Франћишек Пјечка  | Свети Петар        |
| Јежи Трела        | Хилон              |
| Кшиштоф Мајхжак   | Офонијуш Тигелинус |
| Рафал Кубацки     | Урзус              |